# Stanisław Chlewicki
Stanisław Chlewicki herbu Odrowąż – poseł województwa podlaskiego na sejm koronacyjny 1576 roku.
Był wyznawcą kalwinizmu. 